# آیملین والاد
آیملین والاد (انگلیسی: Aymeline Valade؛ زادهٔ ۱۷ اکتبر ۱۹۸۴) مدل (شخص) و بازیگر اهل فرانسه است.
از فیلم‌ها یا برنامه‌های تلویزیونی که وی در آن نقش داشته‌است می‌توان به سن لوران اشاره کرد.